# Petorca
Petorca è un comune del Cile della provincia di Petorca nella Regione di Valparaíso. Al censimento del 2002 possedeva una popolazione di 9.440 abitanti.

## Società

### Evoluzione demografica
| Censimento del 1992 | Censimento del 2002 |
| 9.273 ab.           | 9.440 ab.           |